# Mohamed Ihab
Pour les articles homonymes, voir Mahmoud.
Mohamed Ihab Youssef Ahmed Mahmoud est un haltérophile égyptien né le 21 novembre 1989. Il a remporté la médaille de bronze de l'épreuve des moins de 77 kg aux Jeux olympiques d'été de 2016 à Rio de Janeiro.
Il est médaillé d'or à l'arraché, à l'épaulé-jeté et au total dans la catégorie des moins de 81 kg aux Jeux africains de 2019. Il a été médaillé d'or des moins de moins de 62 kg aux Championnats d'Afrique d'haltérophilie 2009.